# FitzChevalric Ziener
FitzChevalric Ziener is de hoofdpersoon van drie trilogieën geschreven door de Amerikaanse schrijfster Robin Hobb, bestaande uit De boeken van de Zieners, De boeken van de Nar en De Boeken van Fitz en de Nar. Hij is een koninklijke bestaard die zowel het Vermogen als de Wijsheid (twee magische krachten) bezit.

## Biografie

### Afkomst
FitzChevalric Ziener wordt geboren als zoon van kroonprins Chevalric Ziener bij een vrouw uit het Bergrijk. Wanneer hij een jaar of zes is brengt zijn grootvader hem naar de burcht aan de grens van het Bergrijk, waar hij wordt opgevangen door Burrich, de lijfknecht van zijn vader die hem zal opvoeden. Om de eer aan zichzelf te houden doet Chevalric afstand van zijn claim op de troon en trekt zich terug met zijn echtgenote Patience. Fitz is een koninklijke bastaard en wordt zodoende grootgebracht in de Hertenhorst, een burcht in de Zes Hertogdommen waar het koninklijk hof van het geslacht der Zieners zich bevindt.

### Opleiding en Magische Vermogens
Hij wordt als jongen opgeleid tot moordenaar des konings. Dankzij leermeester Chade Valster leert hij alles wat met de diplomatie van het mes te pas komt. Fitz komt er al jong achter dat hij zeer bedreven is in de Wijsheid. Dat is een oude magie waarmee de gebruiker een band kan vormen met een dier. Hij heeft tot tweemaal toe een band met een hond, die beide in korte tijd abrupt beëindigd worden. Zijn derde en stevigste band gaat hij aan met een wolf genaamd Nachtogen. Ook wordt hij onderwezen in het Vermogen, de kracht die mensen in staat stelt te communiceren, misleiden en zelfs doden. Zijn opleiding hierin begint bij Galen, zelfbenoemd vermogensmeester. Galen haat FitzChevalric en doet er alles aan om hem te vernederen en zijn Vermogen te smoren. Uiteindelijk wordt Fitz door Galen in elkaar geslagen, waarna zijn opleiding bij hem eindigt. Veritas, nu kroonprins van De Zes Hertogdommen, neemt min of meer de opleiding over. Volgens Ketel moet Fitz vroeger een uitzonderlijk sterk Vermogen gehad hebben, want ondanks zijn veelvuldige gebruik van Elfenbast (een kruid dat de Vermogenshoofdpijn, de hoofdpijn die na het gebruiken van het Vermogen opduikt, bestrijdt maar het Vermogen van de gebruiker smoort en uiteindelijk zelfs helemaal wegneemt) en de verminkingen die Galen hem toegebracht heeft, bezit hij nog steeds een deeltje van de oeroude magie van de Zieners.

## Trivia
- Amber geeft in Het Bestemde Schip (derde deel van de Levende Schepen trilogie) het levende schip Paragon een boegbeeld die het uiterlijk heeft van FitzChevalric.